# Phare de Punta Scorno
Le phare de Punta Scorno (Italien :Faro di Punta Scorno) est un phare situé sur l'île d'Asinara, au large de la pointe nord-ouest de la province de Sassari (Sardaigne), en Italie.

## Histoire
Le phare a été mis en service en 1859 sur le sommet nord-ouest de l'île d'Asinara qui ferme le golfe d'Asinara.
Autrefois utilisé comme une prison, l'île est maintenant devenu le parc national de l'Asinara (Parco Nazionale dell'Asinara ) mais est ouverte seulement avec une permission spéciale.Le parc protège l'âne dit d'Asinara

## Description
Le phare  se compose d'une tour cylindrique en maçonnerie surmontant une maison de gardiens de trois étages de 35 m de haut, avec galerie et lanterne. La totalité du bâtiment est peint en blanc et le dôme de la lanterne est gris métallisé. Il émet, à une hauteur focale de 80 m, quatre éclats blancs toutes les 20 secondes. Sa portée est de 16 milles nautiques (environ 30 km).
Identifiant : ARLHS : SAR023 ; EF-1426 - Amirauté : E1130 - NGA : 8212 .

## Caractéristique dufeu maritime
Fréquence : 20 secondes (W)
- Lumière : 1 seconde
- Obscurité : 2 secondes
- Lumière : 1 seconde
- Obscurité : 2 secondes
- Lumière : 1 seconde
- Obscurité : 2 secondes
- Lumière : 1 seconde
- Obscurité : 10 secondes

|               |
| île d'Asinara |

### Lien connexe
- Liste des phares de la Sardaigne